# Grand Canyon – Im Herzen der Stadt
Grand Canyon – Im Herzen der Stadt ist ein US-amerikanischer Spielfilm aus dem Jahr 1991 mit Kevin Kline, Danny Glover und Steve Martin. Die Regie führte Lawrence Kasdan, das Drehbuch schrieben Lawrence und Meg Kasdan.
Die deutsche Erstaufführung fand auf den Filmfestspielen Berlinale in Berlin 1992 statt.

## Handlung
Es handelt sich um einen Episoden- und Ensemblefilm. Alle Protagonisten leben in Los Angeles und werden in unterschiedlicher Ausprägung mit Gewalt und Kehrseiten des urbanen Lebens konfrontiert.
Zentrale Figur in Lawrence Kasdans Regiearbeit ist Mack. Er arbeitet als Rechtsanwalt und ist wohlsituiert, verheiratet und Vater eines Sohnes.
Nach einem spätabendlichen Basketballspiel der Los Angeles Lakers versucht Mack dem anschließenden Verkehrsstau durch eine Abkürzung zu entgehen. Dabei gerät er in eine von sozialen Unruhen gezeichnete Wohngegend, mit Autowracks am Straßenrand. Ausgerechnet hier streikt sein Fahrzeug. Nachdem er einen Abschleppdienst benachrichtigt hat, wartet er in seinem Wagen. Eine jugendliche Gang taucht auf. Sie droht ihm Gewalt an und beabsichtigt ihn zu berauben. Doch bevor es dazu kommt, erscheint Simon in seinem Abschleppwagen. Er bittet die Gang, sie unbehelligt ziehen zu lassen, und rettet damit Mack.
In unmittelbarer Nähe wohnt Simons Schwester Deborah. Sie ist alleinerziehende Mutter zweier Kinder. Deborah sorgt sich um ihren Sohn Otis, der stets erst spät abends nach Hause kommt und Halt bei einer Gang sucht. Simon bittet seinen Neffen um einen Ausstieg. Doch Otis zeigt sich zunächst uneinsichtig. Ohne seine Gang sei er ein Nichts. Deborahs Haus wird eines Abends (wahrscheinlich von einer konkurrierenden Gang) unter Beschuss genommen.
Während sein Wagen repariert wird, kommen Mack und Simon sich näher. Sie räsonieren über die sich rapide verschlechternde gesellschaftliche Situation und die stets präsente Gewalt. Das ganze Land sei ziemlich heruntergekommen. Simon berichtet über den Grand Canyon, den er einst bereist hat, und über sein Gefühl der eigenen Bedeutungslosigkeit angesichts dessen Größe.
Macks Freund Davis, seines Zeichens Filmproduzent extrem gewalttätiger Spielfilmproduktionen, wird auf offener Straße von einem Räuber ins Bein geschossen und seiner Luxusuhr beraubt.
Als er später aus dem Krankenhaus entlassen wird, scheint er geläutert. Er will keine Gewaltfilme mehr produzieren, nicht mehr das glorifizieren, was ihm selbst zum Verhängnis wurde. Er berichtet von einer quasi-religiösen Erfahrung. Künftig will er nur noch lebensbejahende Werke produzieren.
Claire, Ehefrau von Mack, findet beim morgendlichen Joggen ein ausgesetztes Baby im Gebüsch und nimmt es mit nach Hause. Erst am Abend übergibt sie es den Behörden.
In ausgeprägten Traumsequenzen grüßt Mack seinen neuen Freund Simon und beobachtet seine hübsche Assistentin Dee. Claire hingegen träumt davon, wie ihr die eigene Familie entgleitet und dass sie auch das Baby verpasst hat. Beide werden nach diesen Träumen aktiv.
Claire will das Baby adoptieren. Mack besucht Simon an seinem Arbeitsplatz. Für ihn ist Simon so etwas wie ein Schutzengel, der ihm das Leben gerettet hat. Aufgrund einer ähnlichen, früheren Erfahrung will er seinen Retter nicht noch einmal ungedankt ziehen lassen. Er bietet ihm für seine Schwester Deborah eine neue Wohnung in einer besseren Gegend an. Auch verkuppelt er ihn mit seiner Kollegin Jane. Aus den beiden wird ein Paar.
Als zynischerweise schließlich Deborah eine Lebensversicherung für ihre Kinder angeboten wird, willigt sie in den Umzug ein.
Otis hat mit diesem Umzug die größten Probleme. Abgeschnitten von seiner Gang und unsicher in der neuen Gegend, rennt er durch die Straßen, bis er von der Polizei gestoppt wird. Kurz darauf taucht er blutverschmiert bei Simon auf und berichtet tränenüberströmt, er habe Furchtbares erlebt.
Dee streift des Nachts mit ihrem Wagen durch die Gegend. Sie ist frustriert von einer unerfüllten Liebe zu Mack. An einer Straßenkreuzung wird sie im Auto attackiert. Doch die Polizei ist sofort da und verhindert Schlimmeres. Dee kündigt später ihre Anstellung bei Mack.
Zwischenzeitlich treten auch andere Arten von Gewalt und Gefahren auf. Zum Beispiel die Naturgewalt in Form eines kleinen Erdbebens. Oder aber Rücksichtslosigkeit, die auftritt, als Mack seinem Sohn Roberto Fahrstunden gibt und dies knapp kommentiert: ‘Ist schon grob hier’. Bettler und Obdachlose säumen den Weg der Protagonisten – als Zeichen einer wachsenden Kluft zwischen arm und reich. Hubschrauber kreisen ständig am Himmel von L.A. – als ein Symbol steter Überwachung.
Als Davis seine Arbeit wieder aufnimmt, sind seine neuen guten Vorsätze verschwunden. Er meint, seine Filme reflektieren nur die Realität – also auch die Gewalt. Außerdem sei Kino stets auch ein Ventil.
Simon und Mack sind Freunde geworden. Simon revanchiert sich für all die positiven Veränderungen, die Mack initiiert hat. Er lädt ihn und seine Familie zu einem Ausflug an den Grand Canyon ein.
Als sie an einem Aussichtspunkt auf den Canyon schauen, fragt Simon: ‘So, what do you think?’ und Mack antwortet: ‘I think, it’s not all bad.’

## Kritiken
Das deutsche Feuilleton beurteilte Kasdans Regiearbeit zwiespältig. Speziell die Glaubwürdigkeit der sozialen Kritik wurde angezweifelt.
Sabine Horst schrieb im epd-Film (4/1992): ‘Der Eindruck, Lawrence Kasdan habe also eine Soap-Opera auf Leinwandformat gebracht’ sei nicht ganz zufällig. Aber sie gesteht Kasdan auch eine Versiertheit als Autor zu. Sie lobt die schauspielerische Leistung des Ensemble (‘gusseiserne Besetzung’, ‘überzeugend’). Der Film sei ‘ein kleines Welttheater’, entworfen mit einer gewissen ironischen Nonchalance, nicht ganz ernst gemeint.
Film-Dienst Kritiker Stefan Lux meint, dass in "Grand Canyon" Banalität und Größe menschlichen Daseins in sinnfälligen Metaphern komprimiert wurden. Den Soundtrack von James Newton Howard hält er für ‘unsäglich’.
Im Fischer Film Almanach 1993 spricht man von der großen Enttäuschung der Berlinale 1992, die dennoch mit dem goldenen Bären belohnt wurde. Der Film sei geschwätzig und lustlos und kann nur in wenigen Szenen überzeugen.
Der Spiegel berichtet in seiner Filmrezension ‘Kleine Wunder’, dass die Berlinale-Prämierung von Buhs und Pfiffen quittiert wurde. ‘Auf den großen politischen Anlauf …folgen nur ein paar kleine private Hopser’
Statt der ehrlichen Auseinandersetzung mit einer aus den Fugen geratenen Welt: Sozialkitsch. Wolf Donner, tip, 7/92
Im Lexikon des internationalen Films bezeichnet man "Grand Canyon" trotz des bombastischen Soundtracks als leisen, unspektakulären Hollywood-Autorenfilm, der existenzielle Grundfragen in simplen Geschichten und Metaphern zusammenfasst.
CINEMA-Rezensent Harald Braun war begeistert. Er sah in Kasdans Film ein erschreckend authentisches Sittengemälde, das es trotzdem schafft, romantisch hoffnungsvolle Atmosphäre aufzubauen (CINEMA 4/92).
Jean Lüdeke bezeichnet Grand Canyon in seinem Buch ‘1000 Kultfilme auf Video’ als seifenopernhaftes Sittengemälde, ernste Komödie und zugleich als ernüchterndes Porträt, das mit romantisch-optimistischen Versatzstücken belebt wird.
Die Filmbewertungsstelle (FBW) verlieh „Grand Canyon“ das Prädikat: Besonders wertvoll.

## Auszeichnungen
Goldener Bär auf der Berlinale 1992
PFS (Political Film Society, USA) Award (Category: Peace)
Nominiert für Oscar: Bestes Originaldrehbuch,
Golden Globe: Bestes Originaldrehbuch,
Writers Guild of America: Bestes Originaldrehbuch

## Hintergründe
Nicht alle Handlungsstränge werden zu Ende erzählt. Kasdan wollte seinen Film elliptisch gestalten, er fordert sein Publikum auf, ‘sich beim Sehen zu engagieren und die Löcher selber zu füllen, die Geschichte selber zu komplettieren’ (Tip Filmjahrbuch 8/1992).
Das Oscar- und Golden-Globe-nominierte Drehbuch hat andere Künstler zu Zitaten angeregt.
Phil Collins etwa zitiert in seinem Song ‘Both Sides Of The Story’ einen Dialog des Anführers der schwarzen Gang (die Mack eingangs belästigt) (‘…Keine Knarre, kein Respekt …’):
…White man turns the corner, finds himself within a different world ghetto kid grabs his shoulder, throws him up against the wall he says "would you respect me if I didn't have this gun 'cos without it, I don't get it, and that's why I carry one" We always need to hear both sides of the story… (Phil Collins, Both Sides Of The Story, 1993, Album: Both Sides)
In Dieter Wedels ‘Schattenmann’ zitiert Maja Maranow beinahe wortgleich Davis Lebensgefährtin Vanessa und deren Plädoyer für Kinder, aber auch ihre Zweifel an der Sinnhaftigkeit einer Geburt (‘… bei dem, was ich früher alles gemacht habe…’).
Der Film hat rund 40 Millionen Dollar eingespielt. Lawrence Kasdan meint im Interview mit Frank Schnelle (Tip Filmjahrbuch 8/1992): „Grand Canyon ist jetzt schon so erfolgreich, dass ich mir jetzt schon fünf weitere Jahre verdient habe, in denen ich machen kann, was ich will“.
Der Film wird im Jahr 1992 in den Top 100 der FFA an 89. Stelle geführt und wurde in Deutschland von 196.725 Zuschauern gesehen.
In den USA spielte der Film 33 Millionen US-Dollar ein. Weltweit spielte er 41 Millionen US-Dollar an den Kinokassen ein.